# Centro (geometria)
In geometria il centro di una figura è genericamente un punto particolare ben distinto dai suoi estremi. La definizione esatta dipende dal tipo di figura ed eventualmente dal tipo di centro considerati.

## Centro di cerchi, sfere e ipersfere
In un piano il centro di un cerchio è per definizione il punto equidistante da tutti i punti della sua circonferenza. Allo stesso modo il centro di una sfera nello spazio è il punto equidistante da tutti i punti della sua superficie. La definizione si generalizza facilmente al caso di iperspazi con più di tre dimensioni, dove tutti i punti di un'ipersfera sono equidistanti dal suo centro. Nel caso monodimensionale del segmento la denominazione comune del centro così inteso è punto medio. È facile dimostrare che il centro di un'ipersfera è unico e giace sempre al suo interno.

## Centro di poligoni e poliedri regolari

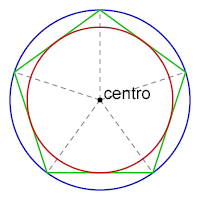
Il centro di un poligono regolare coincide con quello della sua circonferenza inscritta e circoscritta. Non altrettanto vale per un triangolo generico.

In un piano, il centro di un poligono regolare è il punto equidistante dai suoi vertici. Analoga definizione si dà del centro di un poliedro regolare nello spazio. Anche in questi casi il centro è unico e interno alla figura. Inoltre, il centro di un poligono regolare è equidistante dai punti medi dei suoi lati. Il centro di un poliedro regolare è equidistante dai punti medi dei suoi spigoli e dai centri delle sue facce.
Il centro di un poligono regolare coincide con il centro della circonferenza inscritta e di quella circoscritta. Nel caso di un poliedro regolare, il centro combacia con i centri della sfera inscritta e di quella circoscritta.

### Centri di un triangolo
La definizione di centro fornita per i poligoni regolari non può essere estesa al caso di poligoni in generale. Ad esempio, dato un generico quadrilatero, non esiste normalmente un punto equidistante da tutti i suoi vertici.
Tale punto esiste invece sempre per un triangolo, ed è noto con il nome di circocentro. A questo punto è opportuno notare che il circocentro di un triangolo generico è equidistante, sì, dai suoi vertici, ma non dai punti medi dei suoi lati (come lo è invece il centro di un poligono regolare). Il punto di un triangolo equidistante dai punti medi dei suoi lati è il baricentro del triangolo, ed è uno dei numerosi punti notevoli del triangolo ad essere stati identificati e studiati in geometria. Altri centri particolarmente interessanti perché ricorrenti nella letteratura matematica sono l'incentro e l'ortocentro. Una nutrita raccolta di centri dei triangoli con relative definizioni è disponibile in inglese sul sito di MathWorld.

## Centro di un'ellisse
Il centro di una ellisse è il punto d'incontro dei suoi due assi. Il centro di un'ellisse è anche il punto più vicino, equidistante dai due fuochi. Infine vale anche per le ellissi l'osservazione già fatta per i cerchi: centro sempre unico, sempre dentro la figura.

## Centro di una spirale
Una spirale non è in senso geometrico una figura, bensì una curva. Anche per le spirali però si parla di centro indicando l'origine della curva nel piano, ovvero il suo estremo più interno.